# エドガルド・モルターラ

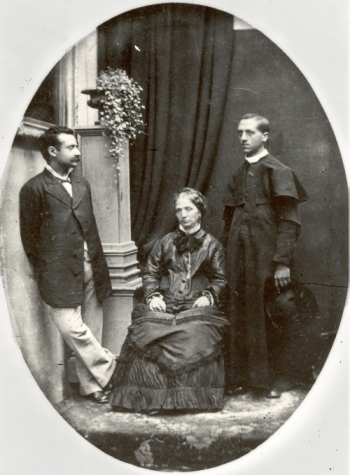

エドガルド・モルターラ（Edgardo Mortara、1851年8月27日-1940年3月11日）は、イタリアボローニャ出身のカトリック教会の司祭。両親はユダヤ人であったが、病気で命が危なかったためカトリックであった召使の少女が、緊急洗礼を授けた。そのため1858年6月23日、6歳のとき両親のもとから連れ去られて、カトリック教徒として育てられ、司祭となった。

## 誘拐事件
1858年、イタリアのボローニャのユダヤ人商人モモロ・モルターラ宅で、6歳の少年エドガルド・モルターラが異端審問所警察によって連れ去られ、カトリック教徒として育てられて、司祭となった。カトリック教徒の家政婦が極秘に洗礼を受けさせていたためであった。両親のもとからエドガルドを連れ去った警察はローマの命により行動しており、教皇ピウス9世の承認を受けていた。
召使の少女はエドガルドが洗礼を受けずに死んで地獄に落ちないために、洗礼を授けたと教会に報告した。カトリック教会の教義では、この洗礼は有効である。教会法で非キリスト教徒は、キリスト教徒を育てる権限は無い。ローマ・カトリック教会の教義では、誰によって授けられても洗礼は有効であり、洗礼を受けた者はクリスチャンとみなされる。
ヨーロッパ全土のユダヤ人がこのモルターラ事件に抗議して、ローマのゲットー代表と教皇が交渉した。教皇は、私はユダヤ人にもっと大きな苦しみを与えることもできるが、ユダヤ人を憐れむためにこうした抗議を赦すと述べ、ユダヤ人代表は感動して、1848年革命の時にはローマのユダヤ人は教皇に忠実であったことを確認し、モルターラ事件で騒ぐのは政治的情念を充足させる下心しかないと述べて、和解した。
1912年にエドガルド自身、カトリックがユダヤ人の家で働くことを認めていないことを指摘した。ユダヤ人の安息日の日が土曜日であるのに対して、キリスト教徒の主日が日曜日であり、ユダヤ人が働くことの出来ない日でもキリスト教徒は働けるため、ユダヤ人はこの法を無視してキリスト教徒の召使をやとっていた。

## 関連事件
1864年にはモルターラ事件に似たフォルトゥナート・コーヘン少年の洗礼事件も起きた。

## 映像化
- エドガルド・モルターラ ある少年の数奇な運命（イタリア語版、英語版） - 2023年のイタリア・フランス・ドイツ合作映画。監督はマルコ・ベロッキオ。